# Собор Молде
Собор Молде (норв. Molde Domkirke) — лютеранская церковь в городе Молде, Мёре-ог-Ромсдал, Норвегия. Построена в 1957 году и вмещает приблизительно 700 человек. Собор с 1983 года, когда был основан диоцез Мёре.

## История
Современная церковь является третьей в городе Молде. Первая крестообразная по форме церковь была построена приблизительно в 1661 году. Когда она сгорела, то была заменена деревянной неоготической церковью в «драконьем» стиле в 1887 году. Эта деревянная церковь сгорела во время бомбардировки центра города 29 апреля 1940 года во время Второй мировой войны. После окончания войны началось строительство новой церкви по проекту архитектора Финна Брина (1890—1975), который победил в архитектурном конкурсе на строительство новой церкви в Молде в 1948 году. Общая стоимость составила около 3 миллионов норвежских крон. Церковь была освящена 8 декабря 1957 года.